# Johann Georg Gmelin
Pour les articles homonymes, voir Johann Georg Gmelin (homonymie).
Johann Georg Gmelin (10 août 1709, Tübingen - 20 mai 1755, Tübingen) est un explorateur, botaniste et chimiste wurtembergeois.

## Biographie
Johann Georg Gmelin est le fils d'un apothicaire, il est né dans le sud ouest de l'Allemagne. Après avoir reçu un enseignement à domicile, il entre à l'âge de 13 ans à l'Université Eberhard Karl de Tübingen. Diplômé de l'université de Tübingen à 17 ans, il est recommandé auprès de Pierre le Grand qui vient de créer l'Académie des sciences de Saint-Pétersbourg. En 1731, il y obtient la chaire de chimie et d'histoire naturelle.
Il participe avec Gerhard Friedrich Müller, dès juillet 1733 à la Deuxième expédition du Kamtchatka de Vitus Béring. Les deux hommes remonteront l'Irtych jusqu'à Oust-Kamenogorsk, visiteront Tomsk, Ienisseï, Krasnoïarsk et Irkoutsk (8 mars 1735), traverseront le lac Baïkal et rejoindront Tchita et Nertchinsk avant de revenir hiverner à Irkoutsk. Le 26 janvier 1736, toujours avec Müller et rejoint par Louis de la Croyère, ils descendent la Léna jusqu'à Yakoutsk où ils retrouvent Béring et Tchirikov. Mais en désaccord avec Béring, ils obtiennent en 1737 une autonomie entière.
Après avoir envoyé leur plus brillant élève au Kamtchatka, Stepan Kracheninnikov et tandis que la Croyère part pour Olenek où il doit faire des mesures astronomiques, ils se rendent, accompagné de leur interprète Jakob Lindenau, à Irkoutsk pour y passer l'hiver. Ils reçoivent le soutien demandé avec l'arrivée en 1739 des scientifiques Georg Wilhelm Steller et Johann Eberhard Fischer (de). Ils voyagent alors le long de l'Ienisseï et, à Krasnoïarsk, pour la première fois, leur route se sépare.
Gmelin étudie alors la flore des steppes de la Baraba, des régions de Krasnoïarsk, Tomsk, Tara et Tioumen et d'une partie de l'Oural. Il rejoint Müller à Tourinsk et est de retour avec lui à Saint-Pétersbourg le 14 février 1743. Leur moisson, en particulier en zoologie, botanique et minéralogie, sera remarquable. Malheureusement une grande partie des travaux de Gmelin disparaitront dans l'incendie de la maison où il demeure à Yakoutsk.
En 1747, il revient à Tübingen et, deux ans plus tard, obtient les chaires de botanique et de chimie. Il publie notamment un ouvrage sur la flore de Sibérie (Flora Sibirica, 4 volumes, 1747-1749) qui lui vaut un oukase pour trahison de la Russie le 30 septembre 1748
puis son journal Reise durch Sibirien (en quatre volumes) qui montre la corruption de l'administration tsariste. Ce journal sera pratiquement aussitôt traduit en hollandais puis en français et banni de Russie.
Il meurt des suites d'une longue maladie le 20 mai 1755.
Il est l'oncle de Johann Friedrich Gmelin (1748-1804), chimiste et naturaliste allemand.

## Publications
- Johann Georg Gmelin, Voyage en Sibérie : Volume 1, Desaint, 1767, 324 p. (lire en ligne)
- (la) Johann Georg Gmelin, Flora sibirica sive historia plantarum sibiriae, vol. 1, Ex typographia academiae scientarum, 1747 (lire en ligne)
- (la) Johann Georg Gmelin, Flora sibirica sive historia plantarum sibiriae, vol. 2, Ex typographia academiae scientarum, 1749 (lire en ligne)
- (la) Johann Georg Gmelin, Flora sibirica sive historia plantarum sibiriae, vol. 3, Ex typographia academiae scientarum, 1749 (lire en ligne)
- (la) Johann Georg Gmelin, Flora sibirica sive historia plantarum sibiriae, vol. 4, Ex typographia academiae scientarum, 1769 (lire en ligne)
- Voyage au Kamtchatka par la Sibérie, Amsterdam 1779
- Joannis Georgii Gmelini Reliquias quae supersunt commercii epistolici cum Carolo Linnaeo, Alberto Hallero, Guilielmo Stellero et al., Floram Gmelini sibiricam ejusque Iter sibiricum potissimum concernentis ... curavit Guil. Henr. Theodor Plieninger. Addita Autographa lapide impressa, Stuttgartiae 1861
- D. Johann Georg Gmelins Reise durch Sibirien, von dem Jahr 1733 bis 1743, 4 Bände, Göttingen 1751-1752. Neuausgabe: Johann Georg Gmelin: Expedition ins unbekannte Sibirien. Jan Thorbecke Verlag, Stuttgart 1999.
- Leben Herrn Georg Wilhelm Stellers : gewesnen Adiuncti der Kayserl, Frankfurt 1748
- N. A. Kubalski, Voyages en Sibérie, Tours, Mame et cie, 1853 (lire en ligne) : chap. 1 consacré aux voyages du Professeur Gmelin, membre de l'académie de Saint-Petersbourg, dans les années 1733-1737, pp. 3-118.